# Allmershausen
Allmershausen ist ein Stadtteil von Bad Hersfeld im nordhessischen Landkreis Hersfeld-Rotenburg.

## Geographie
Benachbarte Orte (im Uhrzeigersinn) Tann und Rohrbach im Nordosten, Heenes im Osten, Gittersdorf im Westen. Die Gemeinde Ludwigsau grenzt im Norden an, die Gemeinde Neuenstein im Westen.
Der Ortskern liegt auf 242 m ü. NN im Geisbachtal, an der Bundesstraße 324 und zieht sich an den Hängen des Dünge-Berges (306 m ü. NN) nach Norden in das Hottenbachtal hinein. Der Hottenbach entspringt weit hinten im Hottenbachtal, durchfließt den Ort als Wasserlauf und mündet nach mehreren Kilometern in den Geisbach. Das bebaute Gebiet liegt auf 234 m ü. NN im Bereich des Geisbachs und der Bundesstraße und steigt bis auf 265 m ü. NN an den Hängen des Dünge-Berges an.
Im Nordwesten erhebt sich die 446,1 Meter hohe Haukuppe. Im Südwesten liegt der Hohenrod (325,9 m).

## Geschichte

### Ortsgeschichte
Allmershausen wurde erstmals 1331 als Almirshusen erwähnt. Vor dem Dreißigjährigen Krieg gab es in Allmershausen zwölf Haushalte, danach nur noch sechs, 1747 wieder 14.
Heute gibt es in Allmershausen eine der kleinsten (oder die kleinste) Fachwerkkirchen Deutschlands. Die Kirche wird im Volksmund Leib-und-Seele-Häuschen genannt, denn vor der Renovierung im Rahmen der Dorferneuerung Ende der 1980er Jahre war im Erdgeschoss der heutigen Kirche eine Backstube und ein Unterstellplatz der alten Handspritze und später der Tragkraftspritzenanhänger der Freiwilligen Feuerwehr untergebracht, und nur im Obergeschoss wurden die Gottesdienste gefeiert.
Zum 31. Dezember 1971 wurde im Zuge der Gebietsreform in Hessen die bis dahin selbständige Gemeinde Allmershausen in die Kreisstadt Bad Hersfeld eingegliedert. Für den Stadtteil Allmershausen wurde ein Ortsbezirk mit Ortsbeirat und Ortsvorsteher nach der Hessischen Gemeindeordnung eingerichtet.
1991 wurde die renovierte Kirche eingeweiht und dort findet heute 14-täglich abwechselnd mit Heenes ein Gottesdienst statt. Der Friedhof mit einer kleinen Kapelle befindet sich am östlichen Rand des Dorfes. Das Tragkraftspritzenfahrzeug (TSF-W) der Freiwilligen Feuerwehr ist seit März 2011 in einem Neubau untergebracht. Etwa seit Mitte der 1980er Jahre führt die Bundesstraße auf einer neuen Trasse südlich am damit verkehrsberuhigten Ortskern vorbei.

### Einwohnerentwicklung
Die Daten von 1930 bis 1970 kommen aus Volkszählungsergebnissen. Für 1997 stammen die Daten vom Einwohnermeldeamt.
| Allmershausen: Einwohnerzahlen von 1834 bis 2011 | Allmershausen: Einwohnerzahlen von 1834 bis 2011 | Allmershausen: Einwohnerzahlen von 1834 bis 2011 | Allmershausen: Einwohnerzahlen von 1834 bis 2011 | Allmershausen: Einwohnerzahlen von 1834 bis 2011 |
| --- | ------------------------------------------------ | ------------------------------------------------ | ------------------------------------------------ | ------------------------------------------------ |
| Jahr |                                                  |                                                  |                                                  | Einwohner                                        |
| 1834 | 1834                                             |                                                  | 152                                              | 152                                              |
| 1840 | 1840                                             |                                                  | 144                                              | 144                                              |
| 1846 | 1846                                             |                                                  | 144                                              | 144                                              |
| 1852 | 1852                                             |                                                  | 156                                              | 156                                              |
| 1858 | 1858                                             |                                                  | 151                                              | 151                                              |
| 1864 | 1864                                             |                                                  | 148                                              | 148                                              |
| 1871 | 1871                                             |                                                  | 143                                              | 143                                              |
| 1875 | 1875                                             |                                                  | 144                                              | 144                                              |
| 1885 | 1885                                             |                                                  | 129                                              | 129                                              |
| 1895 | 1895                                             |                                                  | 163                                              | 163                                              |
| 1905 | 1905                                             |                                                  | 168                                              | 168                                              |
| 1910 | 1910                                             |                                                  | 175                                              | 175                                              |
| 1925 | 1925                                             |                                                  | 181                                              | 181                                              |
| 1939 | 1939                                             |                                                  | 204                                              | 204                                              |
| 1946 | 1946                                             |                                                  | 237                                              | 237                                              |
| 1950 | 1950                                             |                                                  | 203                                              | 203                                              |
| 1956 | 1956                                             |                                                  | 197                                              | 197                                              |
| 1961 | 1961                                             |                                                  | 183                                              | 183                                              |
| 1970 | 1970                                             |                                                  | 183                                              | 183                                              |
| 1980 | 1980                                             |                                                  | ?                                                | ?                                                |
| 1994 | 1994                                             |                                                  | 210                                              | 210                                              |
| 2004 | 2004                                             |                                                  | 233                                              | 233                                              |
| 2011 | 2011                                             |                                                  | 195                                              | 195                                              |
| Datenquelle: Historisches Gemeindeverzeichnis für Hessen: Die Bevölkerung der Gemeinden 1834 bis 1967. Wiesbaden: Hessisches Statistisches Landesamt, 1968. Weitere Quellen: LAGIS; Zensus 2011 |                                                  |                                                  |                                                  |                                                  |

## Politik
Für Allmershausen besteht ein Ortsbezirk (Gebiete der ehemaligen Gemeinde Allmershausen) mit Ortsbeirat und Ortsvorsteher nach der Hessischen Gemeindeordnung.
Der Ortsbeirat besteht aus fünf Mitgliedern. Seit den Kommunalwahlen in Hessen 2021 gehören ihm fünf Mitglieder der SPD an. Ortsvorsteher ist Michael Apel (SPD).